# Knut Kurck (1761–1831)
Knut Kurck, född den 20 januari 1761 på Hedensö i Södermanland, död den 8 december 1831 i Stockholm, var en svensk friherre och politiker, sonsons son till Knut Kurck. 

## Biografi
Kurck blev 1776 kadett vid krigsakademien i Berlin, 1777 kunglig livdrabant, 1781 fänrik och 1782 löjtnant vid Södermanlands regemente. Efter att några år ha varit anställd som officer i fransk tjänst tog Kurck, nära lierad med 1789 års riddarhusopposition, samma år avsked ur krigstjänsten för att på sin egendom, Ekensholm i Södermanland, leva en förmögen jorddrotts oberoende liv. Efter kungamordet 1792 blev Kurck häktad, men efter en kort tid frigiven. Misstankarna hade föranletts av hans nära vänskap med sin frände Adolf Ludvig Ribbing, med vilken han sedermera under en lång följd av år underhöll en intim korrespondens. 
Vid 1800 års riksdag, då Kurck tillhörde ekonomiutskottet, stod han i oppositionens främsta led och blev efter dess slut på kungens befallning jämte Skjöldebrand, Silfverschöld med flera åtalad inför Göta hovrätt för förgripliga uttalanden mot lantmarskalken vid det stormiga sammanträdet 29 maj, då Hans Järta med flera avsade sig adelskapet. I likhet med sina dåvarande stridsbröder var Kurck en bland dem, som 1809 främst främjade sakernas nya ordning. Hans varma och vältaliga anförande på riddarhuset 8 maj för programmet: "konstitution först, kung sedan" anses mer än något annat ryckt ståndet med sig, och hertig Karl måste nödtvunget avstå från den plan, som av honom gillats, men ursprungligen utstakats av Georg Adlersparre, att han skulle först på grund av arvsrätt utropas till kung och regeringsformens antagande bli beroende av hans sanktion. Kurck var även verksam ledamot av statsutskottet vid samma riksdag och talade i juli 1809 för uppskov med tronföljarvalet. Han blev 1810 kammarherre hos kungen, 1817 hovmarskalk och 1818 överstekammarjunkare.